# Maslina – Dalmatinska autonomaška stranka
Maslina – Dalmatinska autonomaška stranka je bivša lijeva regionalistička politička stranka koja je djelovala u Hrvatskoj u periodu 2003. – 2007.
Zalagala se za autonomiju Dalmacije u Hrvatskoj. Među njenim osnivačima bio je Nikola Zokić, vijećnik HSS-a u Skupštini Splitsko-dalmatinske županije u mandatu 2001-2005. Godine 2007. je prestala s radom, prethodno se ujedinivši s još 3 stranke (Treći hrvatski blok - Vladimir Bebić,  Jadranski sabor i Socijaldemokratska unija) u novu stranku, "Ljevicu Hrvatske".